# N.º 66 Madhura Bus
N.º 66 Madhura Bus es una road movie malabar de 2012 dirigida por M. A. Nishad y protagonizada por Pasupathy, Padmapriya, Mallika, Shwetha Menon y Makarand Deshpande. El guion fue escrito por el K. V. Anil. La película narra un viaje de amor y venganza, desarrollándose durante el trayecto de un autobús interestatal. M. A. Nishad ya había dirigido anteriormente Pakal, Nagaram, Aayudham, Vairam y, más recientemente, Best of Luck. M. Jayachandran compuso la banda sonora, con letras escritas por Vayalar Sharathchandra Verma y Rajiv Alunkal.

## Reparto
- Pasupathy como Varadarajan.
- Padmapriya como Sooryapadma.
- Shwetha Menon como Rita Mathew Mammen, funcionaria de bienestar penitenciario.
- Mallika como Bhavayami, esposa de Varadan.
- Makarand Deshpande como Sanjayan (voz en off de Shammi Thilakan), el antagonista principal.
- Abatis Thokalath como Sanjayan joven.
- Thilakan como Vettaikaran Varkey.
- Jagathy Sreekumar como Mathaikutty, el revisor del autobús.
- Jagadish como SI Kristhudas, el antagonista secundario.
- Sudheer Karamana como Parameshwaran.
- Vijay Babu como DFO Ravichandran.
- Anil Murali como Antappan, hijo de Varkey.
- Seema G. Nair como Sumithra, hermana de Padma y esposa de Parameswaran.
- Rekha como Subadhra, hermana de Ravichandran.
- Sasi Kalinga como Swami.
- Chembil Ashokan como Arumugam.
- Sathaar como Alcaide Koshy.

## Premios y nominaciones
| Año  | Ceremonia                                                  | Categoría                        | Nominado           | Resultado |
| ---- | ---------------------------------------------------------- | -------------------------------- | ------------------ | --------- |
| 2012 | 2.ª edición de los South Indian International Movie Awards | Mejor actor en un papel negativo | Makarand Deshpande | Nominado  |